# Onîlove, Rozdilna
Onîlove (în ucraineană Онилове) este un sat în comuna Zaharivka din raionul Rozdilna, regiunea Odesa, Ucraina.

## Demografie
Componența lingvistică a localității Onîlove
     Ucraineană (94,86%)
     Română (4,57%)
     Alte limbi (0,57%)
Conform recensământului din 2001, majoritatea populației localității Onîlove era vorbitoare de ucraineană (94,86%), existând în minoritate și vorbitori de română (4,57%).